# Enrico Giuseppe Graziani
Enrico Giuseppe Graziani (Paglieta, 14 maggio 1937) è un politico italiano, senatore della Repubblica Italiana per due legislature, negli anni settanta, consigliere provinciale e sindaco di Paglieta in parte degli anni '70 e ottanta.
Il senatore è conosciuto per essere uno dei portavoce della cittadinanza abruzzese contro l'insediamento della Sangrochimica, l'apertura del centro oli a San Vito Chietino e della raffineria di metano nei pressi della diga del lago di Bomba.
Grande Amante della Pittura ha creato e continua a creare opere ispirandosi a ritratti di familiari, personaggi e paesaggi del suo territorio.

## Pubblicazioni
- Cittadini, compagni, cortesi avversari (Editrice Rocco Carabba 1991)
- La Sangro Chimica, una vittoria per il futuro (IRES Abruzzo 2009)
- Criminalità e crisi della giustizia
- Comunicazione sul Sangro e sul Trigno (studio sull'ambiente)
- L'inquinamento in agricoltura
- Prima che scenda la notte (Robin Edizioni – 2013)
- L'assedio (Robin Edizioni SPA – 2018)